# Neiße Filmfestival
Das Neiße Filmfestival (Abkürzung NFF) findet seit 2004 jährlich Anfang Mai im deutsch-polnisch-tschechischen Dreiländereck statt. Im Programm dieses Filmfestivals werden deutsche, polnische, tschechische und weitere osteuropäische zeitgenössische und historische Spielfilme, Dokumentarfilme und Kurzfilme gezeigt.

## Geschichte
Das Neiße Filmfestival ist 2004 aus der Filmklub-Bewegung hervorgegangen. Es wurde vom Hauptveranstalter des Festivals, dem Kunstbauerkino Großhennersdorf in Kooperation mit dem Kino Varšava im tschechischen Liberec und dem polnischen DKF Klaps in Jelenia Góra gegründet. Die Gründer des Neiße Filmfestivals sind demnach in einem europäischen Ländereck verwurzelt, das aufgrund seiner Geschichte nur schwer zueinanderfindet. Das Festival, so der Gründungsgedanke, soll dazu beitragen, über das Medium Film die Bewohner der Grenzregion einander näher zu bringen. Bereits im ersten Festivaljahr sahen 800 Zuschauer 41 Filme; 2019 waren es 7.500 Zuschauer und rund 120 Filme in 22 Spielstätten an 12 Orten in den drei Ländern.
2025 wurde das Festival mit dem Karl-Wilhelm-Fricke-Preis ausgezeichnet, der von der Bundesstiftung zur Aufarbeitung der SED-Diktatur verliehen wird.

## Programm
Das Neiße Filmfestival ist das einzige Filmfestival in Deutschland, welches ein grenzüberschreitendes Programm gleichzeitig in drei Ländern zeigt. Neben dem Wettbewerb für Spiel-, Kurz- und Dokumentarfilme werden außerdem spezielle Filmreihen, sowie ein umfangreiches Rahmenprogramm mit Lesungen, Ausstellungen, Konzerten und weiteren Veranstaltungen präsentiert.

### Wettbewerbe und Preise

#### Spielfilmwettbewerb
Um den Hauptpreis konkurrieren neun aktuelle Spielfilme, jeweils drei aus Deutschland, aus Polen und der Tschechischen Republik, in der Regel handelt es sich um Werke junger Regisseure.
- 2004 – Andrzej Jakimowski: Zmruż oczy (PL)
- 2005 – Jacek Filipiak: Zerwany (PL)
- 2006 – Emily Atef: Molly’s Way (D/PL)
- 2007 – Pepe Planitzer: AlleAlle (D)
- 2008 – Andrzej Jakimowski: Kleine Tricks (Sztuczki) (PL)
- 2009 – Michaela Pavlátová „Děti noci“ (CZ)
- 2010 – Xawery Żuławski: Wojna polsko-ruska (PL)
- 2011 – Verena S. Freytag: Abgebrannt (D)
- 2012 – Olmo Omerzu „Příliš mladá noc“ (CZ)
- 2013 – Małgorzata Szumowska „W imię“ (PL)
- 2014 – Juraj Lehotský „Zázrak“ (SK/CZ)
- 2015 – Ivan Ostrochovský „Koza“ (SK/CZ)
- 2016 – Piotr Chrzan: Klezmer (PL)
- 2017 – Tereza Nvotová „Špína“ (SK/CZ)
- 2018 – Juraj Lehotský „Nina“ (SK/CZ)
- 2019 – Susanne Heinrich „Das melancholische Mädchen“ (D)[2]
- 2020 – Süheyla Schwenk „Jiyan“ (D)
- 2021 – Ivan Ostrochovský „Služobníci“ (SK/CZ)
- 2022 – Francesco Sossai „Altri Cannibali“ (D)
- 2023 – Max Gleschinski „Alaska“ (D)[3]
- 2024 – Grzegorz Dębowski „Tyle co nic“ (PL, Next to Nothing / So gut wie nichts)[4]
- 2025 – Lauro Cress "Ungeduld des Herzens (D)[5]

#### Beste darstellerische Leistung
- 2010 – Nepomuc von Kornmann und Alexander Frank Zieglarski in „18 Bilder/Sek“ von Tobias Greber (D)
- 2011 – Mohammed Aslan und Lorenz Hader in „Halbe Portionen“ von Martin Busker (D)
- 2012 – Judit Bárdos in „Dom“ von Zuzana Liová (SK/CZ)
- 2013 – Andrzej Chyra in „W imię“ von Małgorzata Szumowska (PL)
- 2014 – Dawid Ogrodnik in In meinem Kopf ein Universum (Chce się żyć) von Maciej Pieprzyca (PL)
- 2015 – Klaudia Dudová in „Cesta ven“ von Petr Václav (CZ/FRA)
- 2016 – Alena Mihulová in „Domácí péče“ von Slávek Horák (CZ/SK)
- 2017 – Vanessa Szamuhelová in „Pátá loď“ von Iveta Grófová (SK/CZ)
- 2018 – Barbara Auer in „Vakuum“ von Christine Repond (CH/D)
- 2019 – Jacek Braciak in „Córka trenera“ von Łukasz Grzegorzek (PL)[2]
- 2020 – Milan Ondrík und František Beleš in „Nech je svetlo“ von Marko Škop (SK/CZ)
- 2021 – Sara Fazilat in „Nico“ von  Eline Gehring (D)
- 2022 – Walter Giroldini in „Altri Cannibali“ von Francesco Sossai (D)
- 2023 – Linda Pöppel in Tamara von Jonas Walter (D)
- 2024 – Magdalena Cielecka und Marta Nieradkiewicz in Lek (Angst) von Sławomir Fabicki
- 2025 – Giulio Brizzi in Ungeduld des Herzens von Lauro Cress (D)[5]

#### Bestes Szenenbild
- 2015 – Tom Hornig „Kafkas – Der Bau“ von Alexander Freydank (D)
- 2016 – Janina Schimmelbauer und Fabian Reber „24 Wochen“ von Anne Zohra Berrached (D)
- 2017 – Milan Býček „Masaryk“ von Julius Ševčík (CZ/SK)
- 2018 – Radosław Zielonka „Cicha noc“ von Piotr Domalewski (PL)
- 2019 – Jagna Dobesz „Fuga“ (Flucht) von Agnieszka Smoczyńska (PL/CZ/SE)[2]
- 2020 – Süheyla Schwenk „Jiyan“ von Süheyla Schwenk (D)
- 2021 – Vladimír Hruška für „Havel“ von Slávek Horák (CZ)
- 2022 – Ivana Kanhauserová und Antonín Matějovský für „Kdyby radši hořelo“ von Adam Koloman Rybanský (CZ)
- 2023 – Antonín Šilar für „Běžná selhání“ (Gewöhnliche Fehler) von Cristina Groșan (CZ)
- 2024 – Michal Losonsky und Anna Nyitrai für Moc (Kraft) von Matyas Prikler

#### Bestes Drehbuch
- 2019 – Gabriela Muskała „Fuga“ (Flucht) von Agnieszka Smoczyńska (PL/CZ/SE)[2]
- 2020 – Jiří Havelka „Vlastníci“ von Jiří Havelka (CZ/SK)
- 2021 – Lars Hubrich und Marcus Lenz „Rivale“ von Marcus Lenz (D)
- 2022 – Adam Koloman Rybanský und Lukáš Csicsely für „Kdyby radši hořelo“ von Adam Koloman Rybanský (CZ)
- 2023 – Fabian Stumm für „Knochen und Namen“ (D)[6]
- 2024 – Klaudiusz Chrostowski für Ultima Thule

#### Dokumentarfilmwettbewerb
Von Beginn an widmete das Festival eine Filmreihe dem Dokumentarfilm. Dieses Genre hat im Laufe der Jahre an Bedeutung gewonnen: Seit 2012 wird ein Dokumentarfilm ausgelobt, der seine Geschichte mit Respekt und Engagement erzählt und sich sowohl inhaltlich als auch in seiner Filmsprache besonders auszeichnet.
- 2012 – John Albert Jansen „End and Beginning“ (NL)
- 2013 – Thomas Grimm und Andreas Kossert „Bahnsteig  1 – Rückfahrt nach Flatow“ (D)
- 2014 – Marcel Wehn „Ein Hells Angel unter Brüdern“ (D)
- 2015 – Hubertus Siegert „Beyond Punishment“ (D)
- 2016 – Wojciech Staroń: Bracia (PL)
- 2017 – Miroslav Janek „Normální autistický film“ (CZ)
- 2018 – Rosa Hannah Ziegler „Familienleben“ (D)
- 2019 – Rafał Łysak: Miłość bezwarunkowa (Bedingungslose Liebe) (PL)
- 2020 – Artemio Benki „Sólo“ (CZ/FR/AG/ATL)
- 2021 – Tomasz Wolski:  Zwyczajny kraj (Normales Land)(PL)
- 2022 – Andrei Kutsila „Gdy kwiaty nie milczą“ (PL)
- 2023 – Lukasz Kowalski „Lombard“
- 2024 – Maciek Hamela für Skad dokad (Im Rückspiegel)

#### Publikumspreis Spielfilm
- 2004 – Peter Calin Netzer „Maria“ (RU, D, F)
- 2005 – David Ondříček „Jedna ruka netleská“ (CZ)
- 2006 – Jan Martin Scharf „Wahrheit oder Pflicht“ (D)
- 2007 – Dan Wlodarczyk „Indián a sestřička“ (CZ)
- 2008 – Jiří Vejdělek „Václav“ (CZ)
- 2009 – Petr Zelenka „Karamazovi“ (CZ/PL)
- 2010 – Katarzyna Rosłaniec: Galerianki – Shopping Girls (Galerianki) (PL)
- 2011 – Sibylle Schönemann: Verriegelte Zeit (D)
- 2012 – Annekatrin Hendel: Vaterlandsverräter (D)
- 2013 – Ilian Metev „Sofia’s last Ambulance“ (BU/HR/D)
- 2014 – Vinko Brešan „Gott verhüte!“ (HR/RS)
- 2015 – Tomasz Nuzban „For being alive“ (PL) / Edgar Ortiz „Food to go“ (CZ)
- 2016 – Philipp Eichholtz: Luca tanzt leise (D) / Marco Gadge: Er und Sie (D)
- 2017 – Jens Wischnewski „Die Reste meines Lebens“ (D) / Johannes Kürschner und Franz Müller „Simply The Worst“ (D)
- 2018 – Rina Castelnuovo-Hollander & Tamir Elterman „Muhi – Generally Temporary“ (IL/D)
- 2019 – Tomáš Pavlíček „Chata na prodej“ (Wochenendhaus zu verkaufen) (CZ)
- 2020 – Jiří Havelka „Vlastníci“ (Die Eigentümer) (CZ)
- 2021 – York-Fabian Raabe „Borga“ (D)
- 2022 – Tomáš Hodan „Poslední závod“ (Das letzte Rennen) (CZ)
- 2023 – Birgit Möller „Franky Five Star“
- 2024 – Tuna Kaptan „Rohbau“
- 2025 – Maren-Kea Freese „Wilma will mehr“ (D)[5]

#### Publikumspreis Dokumentarfilm
- 2020 – Dagmar Smržová „Chci tě, jestli to dokážeš“ (Ich will dich, wenn du es wagst) (CZ)
- 2021 – Jindřich Andrš „Nová šichta“ (Neue Schicht) (CZ)
- 2023 – Maksym Melnyk „Drei Frauen“
- 2024 – Lara Milena Brose „Echoes from Borderland“

#### Kurzfilmwettbewerb
Erstmals veranstaltete das Neiße Filmfestival 2009 einen deutsch-polnisch-tschechischen Kurzfilmwettbewerb, der die regionale Tradition des Görlitzer Dreiland Filmfestivals fortführt, welches 2002 bis 2008 in Görlitz/Zgorzelec stattfand und seine Veranstaltungstätigkeit aus personellen Gründen einstellte.
- 2009 – David Nawrath „Was bleibt“ (D)
- 2010 – Matthias Vogel und Thomas Oberlies Arbeit für alle (D)
- 2011 – Daniel Rübesam „Skotos“ (D)
- 2012 – Anselm Belser „Felix“ (D)
- 2013 – Dietrich Brüggemann „One Shot“ (D)
- 2014 – Clemens Roth „Das blühende Leben“ (D)
- 2015 – Martin-Christopher Bode „Eine gute Geschichte“ (D)
- 2016 – Tomasz Protokowicz „Dawno temu na Śląsku“ (PL)
- 2017 – Oliver Beaujard „Fleur“ (CZ)
- 2018 – Nathalie Lamb „Him & Her“ (D)
- 2019 – Michał Hytroś „Siostry“ (Schwestern) (PL)
- 2020 – Daria Kashcheeva „Dcera“ (Tochter) (CZ)
- 2021 – Bára Anna Stejskalová „Jsme si o smrt blíž“ (Wir sind uns einen Tod näher) (CZ)
- 2022 – Szymon Ruczyński und Katarzyna Małyszko „Puszcza: Dyptyk“ (PL)
- 2023 – Sofia Ayala „Volver al Sur“
- 2024 – Sophie Lahusen „The Silence of 600 Million results“

#### Publikumspreis Kurzfilm
- 2015 – Edgar Ortiz „Food to go“ (CZ)
- 2016 – Marco Gadge „Er und Sie“ (D)
- 2017 – Johannes Kürschner und Franz Müller „Simply The Worst“ (D)
- 2018 – Radosław Dąbrowski „Wolka“ (PL)
- 2019 – Jürgen Heimüller „Die letzten fünf Minuten der Welt“ (D)[2]
- 2020 – Arne Kohlweyer „Drübenland“ (D)
- 2021 – Agnieszka Buczyńska, Marta Mikołajczyk, Michał Barylski „Portret“ (Das Porträt) (PL)
- 2022 – Kevin Biele „Mona & Parviz“ (D)
- 2023 – Piotr Jasiński „Wszystko w porządku, ziemniaki w żołądku“ (Alles in Ordnung, Kartoffeln in Reihen) (CZ)
- 2024 – Mara Tamkovich „Na żywo“ (Live-Übertragung)

#### Spezialpreis
Der Filmverband Sachsen vergibt seit 2011 einen Spezial-Preis an einen Spiel-, Dokumentar- oder Kurzfilm, welcher ein besonderes Verständnis für die kulturellen und ethnischen Unterschiede und Gemeinsamkeiten der Menschen in der Region zeigt. Der Preis zeichnet Filme aus, die sich mit Respekt und Toleranz der jeweiligen anderen Kultur annähern und den Weg zum Dialog bereiten.
- 2011 – Sabine Zimmer, Sandra Budesheimer „Little Poland – Berliner seit…“ (D)
- 2012 – Andrzej Klamt „Die geteilte Klasse“ (D)
- 2013 – Elke Weber-Moore „Doppelpass“ (D)
- 2014 – Lenka Šikulová „Das Leuchten hinter den Bergen“ (D/CZ)
- 2015 – Pavel Göbl „Sunrise Supervising“ (CZ)
- 2016 – Tanja Cummings „Linie 41“ (D)
- 2017 – Michał Rosa „Szczęście świata“ (PL)
- 2018 – Grzegorz Szczepaniak „Najbrzydszy samochód świata“ (PL)
- 2019 – Rena Dumont „Honza má pech“ (Hans im Pech) (CZ/D)
- 2020 – Patrick Weißig „Herr Müller“ (D)
- 2021 – Andreas Voigt „Grenzland“ (D)
- 2022 – Maryna Er Horbatsch „Klondike“ (UA, TR)
- 2023 – Damian Kocur „Chleb i sól“ (Bread and salt) (PL)
- 2024 – Maciek Hamela für Skad dokad (Im Rückspiegel)

### Filmreihen

#### Retrospektiven
In den Retrospektiven wird das filmische Schaffen von Persönlichkeiten oder Institutionen, wie beispielsweise der DEFA geehrt.
- 2004 – Jürgen Böttcher
- 2005 – Wolfgang Kohlhaase
- 2006 – 60 Jahre DEFA
- 2007 – Starke DEFA-Frauen
- 2008 – Da liegt Musike drin – DDR-Filmmusik
- 2010 – Monica Bleibtreu
- 2011 – Miloš Forman
- 2012 – Elfi Mikesch
- 2013 – Brigitte Hobmeier
- 2014 – Andreas Dresen
- 2015 – Dorota Kędzierzawska
- 2016 – Wrocław
- 2017 – Bohdan Sláma
- 2018 – Christian Petzold
- 2019 – Jan Nowicki
- 2021 – Helena Třeštíková
- 2022 – Katharina Thalbach

Im Jahr 2014 erhielt Andreas Dresen den Ehrenpreis des Neiße Filmfestivals, der in diesem Jahr erstmals verliehen wurde. Der Ehrenpreis für das Lebenswerk wurde 2015 an die polnische Regisseurin Dorota Kędzierzawska verliehen.

#### Fokus
Seit 2013 widmet sich das Neiße Filmfestival einem Thema, das für alle drei Länder von besonderer Bedeutung ist. So wurde 2013 aus aktuellem Anlass die Minderheit der Sinti und Roma, 2014 das jüdische Leben in Osteuropa und 2015 das Thema Migration in den Fokus gestellt. Die 13. Ausgabe von NFF stand unter dem Motto „Minderheiten in Osteuropa“, insbesondere galt dieser Fokus den Sorben in der Lausitz. 2017 stand der Fokus des Festivals unter dem Thema „Die Macht des Glaubens“. 50 Jahre 1968 waren Anlass die Ereignisse von 1968 in den Fokus zu nehmen. „Homo Politicus“ wurde 2019, „Films for Future“ 2020, „Mother Europe“ 2021 und „Family Affairs“ 2022 zum Fokusthema.

#### Tour durch den Osten Europas
Zusätzlich zum jeweiligen Fokus werden Filme aus dem Balkan, dem Baltikum und den ehemaligen Sowjetrepubliken im Rahmen des Festivals gezeigt.

#### DEFA-Reihe
Ein fester Bestandteil des Programms ist die DEFA-Reihe mit Filmen aus dem DDR-Erbe. Im Jahr 2012 wurde das Neiße Filmfestival mit dem Programmpreis der DEFA-Stiftung ausgezeichnet.

#### Regionalia
Dass das Dreiländereck nicht nur Thema und Motiv für Filme ist, sondern auch Produktionsstätte, greift diese Reihe auf und fasst das aktuelle Filmgeschehen aus der Region zusammen.

## Preisskulpturen
Preisskulpturen sind die Neiße-Fische. Sie symbolisieren die Freiheit der Fische des Grenzflusses, die sich ohne jegliche Barriere bewegen. Die Neiße-Fische waren in den Anfangsjahren aus Holz und wurden vom Künstler Michael Herbrig aus Großhennersdorf kreiert. Seit 2007 sind sie das Werk aus Keramik, Metall und Glas des Künstlers Andreas Kupfer aus Strahwalde.